# جزر السماء

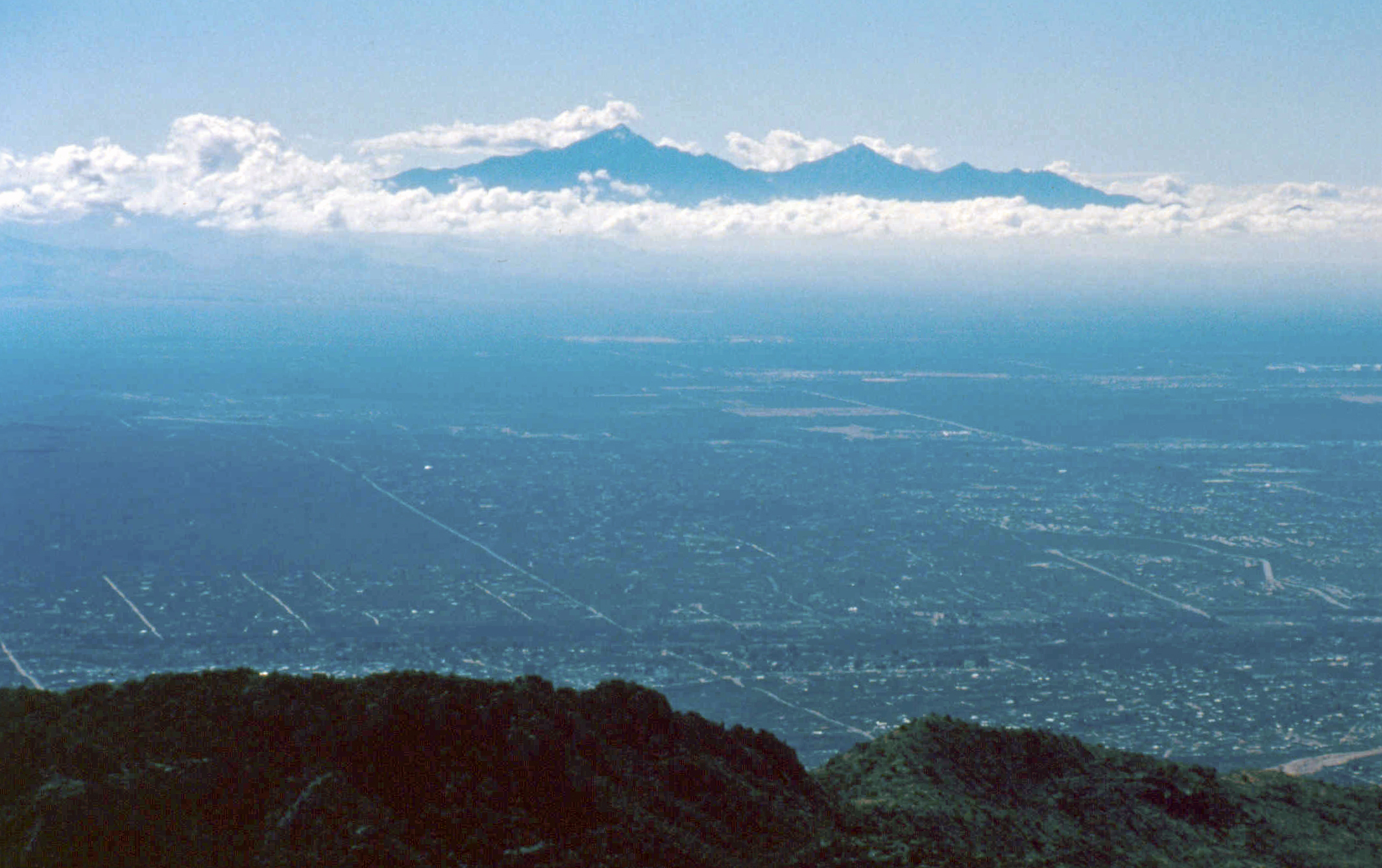
منظر لجبال سانتا ريتا عبر وادي توكسون من جبال سانتا كاتالينا. تعد سانتا ريتاس من بين أبرز «جزر السماء» في جنوب ولاية أريزونا.

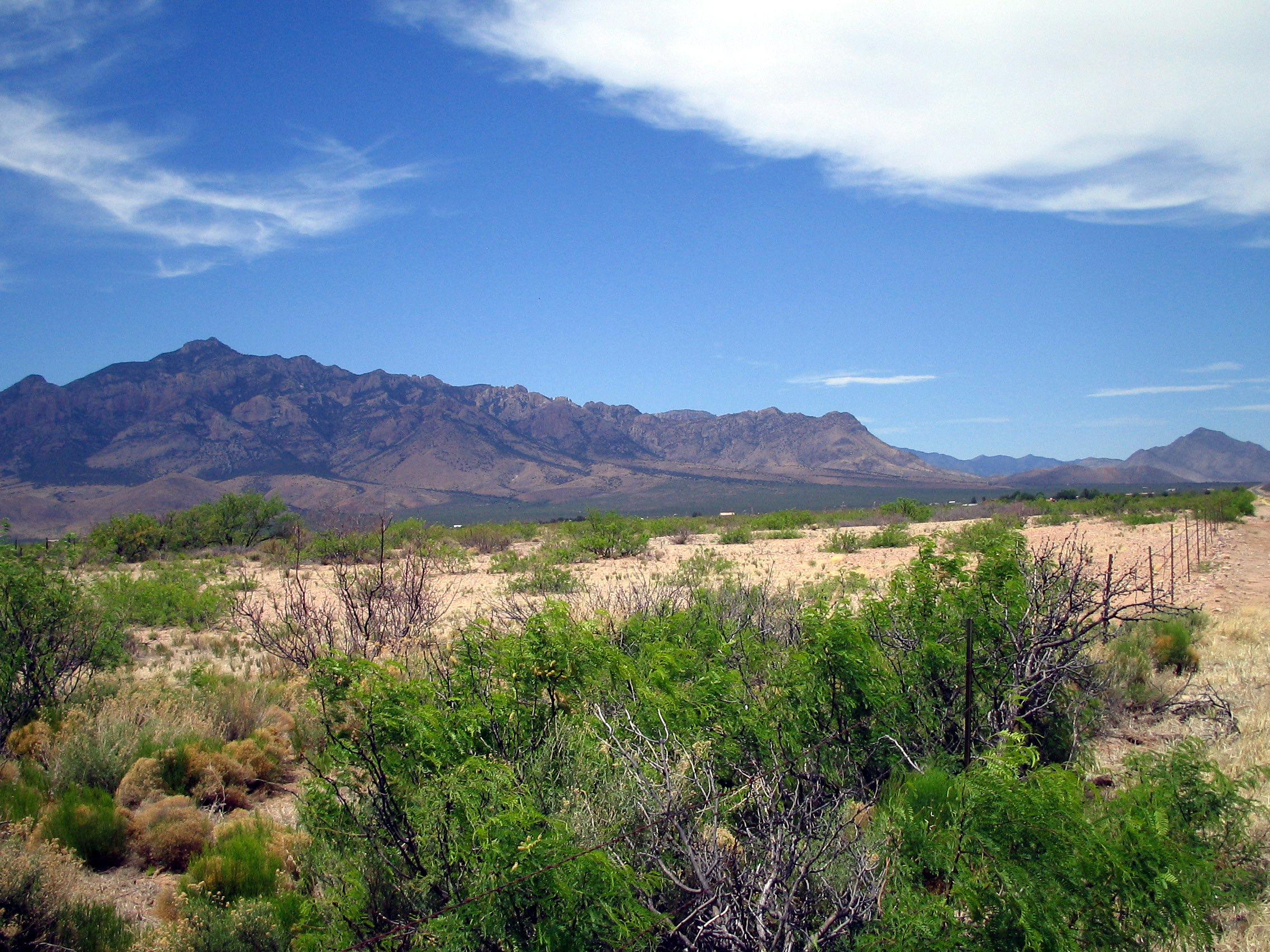
The جبال شيريكاوا التي تبلغ مساحتها 2700 متر (9000 قدم) فوق الصحراء

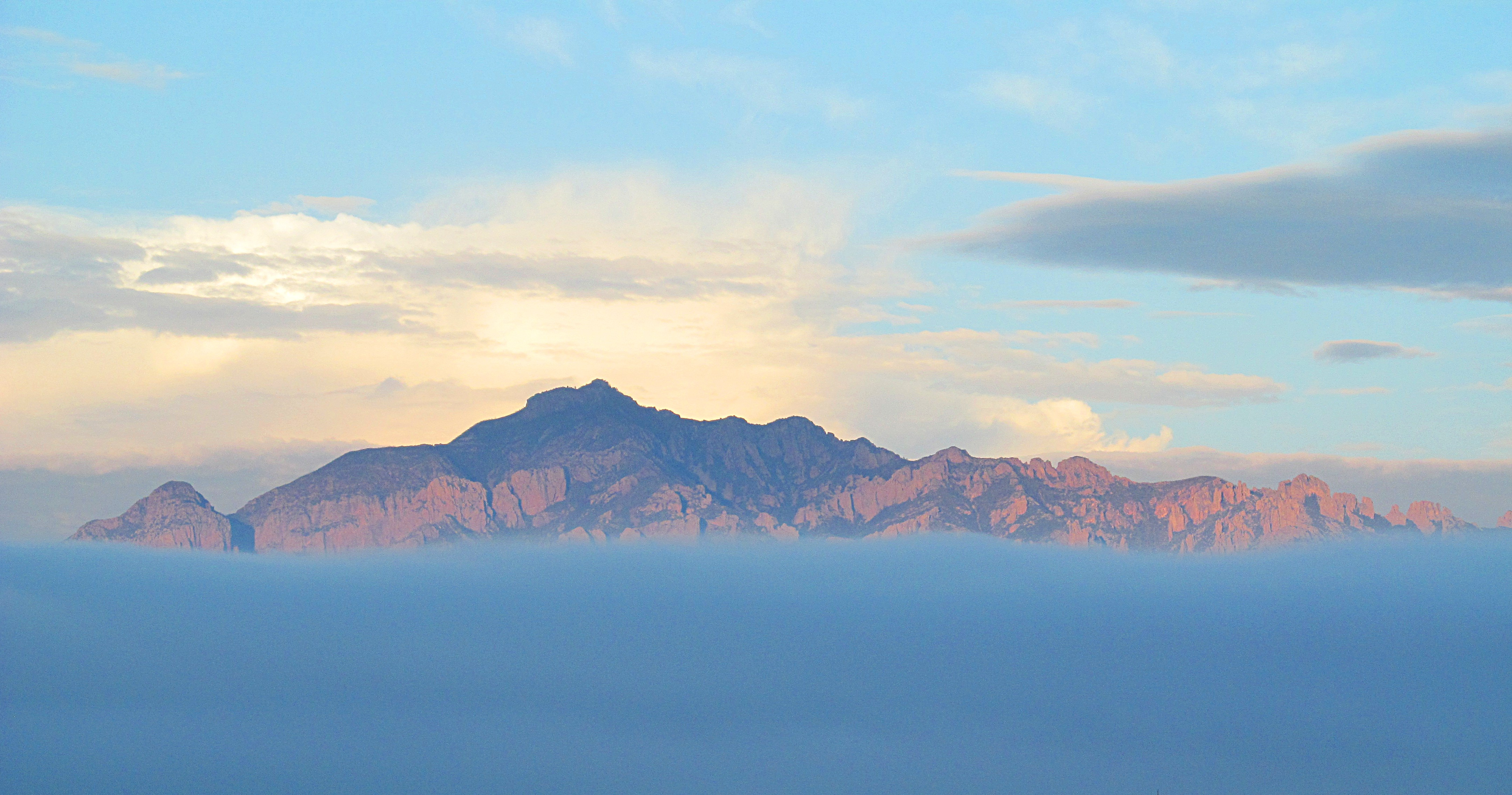
The قمة بابية على ارتفاع 2400 م (8000 قدم) في جبال شيريكاوا محاطة بالغيوم

جزر السماء هي جبال معزولة محاطة ببيئات منخفضة مختلفة جذريًا. يشير المصطلح في الأصل إلى تلك التي عُثر عليها بالقرب من الحدود الجنوبية لولايتي أريزونا ونيو مكسيكو مع الحدود الشمالية للولايات المكسيكية شيواوا وسونورا، وتمتد إلى الغابات ذات الارتفاعات العالية المعزولة. العزلة لها آثار كبيرة على هذه الموائل الطبيعية. بدأت منطقة الجنوب الغربي الأمريكي في الاحترار بين -20.000-10.000 سنة قبل الميلاد وزادت درجات حرارة الغلاف الجوي بشكل كبير، مما أدى إلى تكوين صحاري شاسعة أدت إلى عزل جزر السماء. يعتبر التوطن وهجرة الارتفاعات وبقايا السكان من بعض الظواهر الطبيعية التي يمكن العثور عليها في جزر السماء.
تجذب الديناميكيات المعقدة لثراء الأنواع في جزر السماء انتباه متخصصي جغرافيا الحيوية، وبالمثل فإن التنوع الحيوي هو مصدر قلق لعلماء علم الحفظ الحيوي. أحد العناصر الرئيسية لجزر السماء هو الفصل بالمسافة المادية عن السلاسل الجبلية الأخرى، مما ينتج عنه جزيرة مثوى، مثل غابة محاطة بالصحراء.
تعمل بعض جزر السماء كملاذ للأنواع الشمالية التي تقطعت بها السبل بسبب ارتفاع درجات الحرارة منذ العصر الجليدي الأخير. في حالات أخرى، تميل مجموعات من النباتات والحيوانات المحلية نحو الانتواع، على غرار الجزر المحيطية مثل جزر غالاباغوس في الإكوادور.